# Лаврентійські мішані ліси

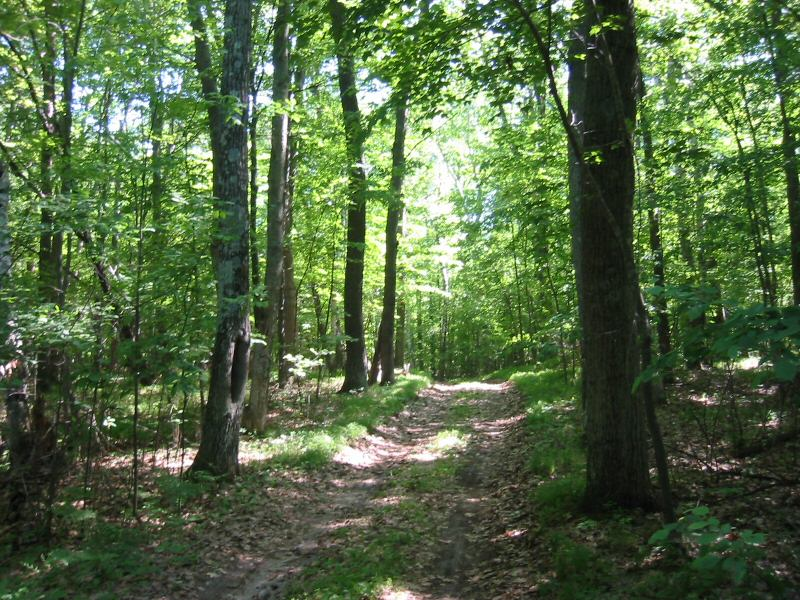
Ґрунтова дорога.

Лаврентійські мішані ліси (англ. The Laurentian Mixed Forest Province), також відомі як Північні ліси − екорегіон мішаних лісів у Північній Америці і Канаді.

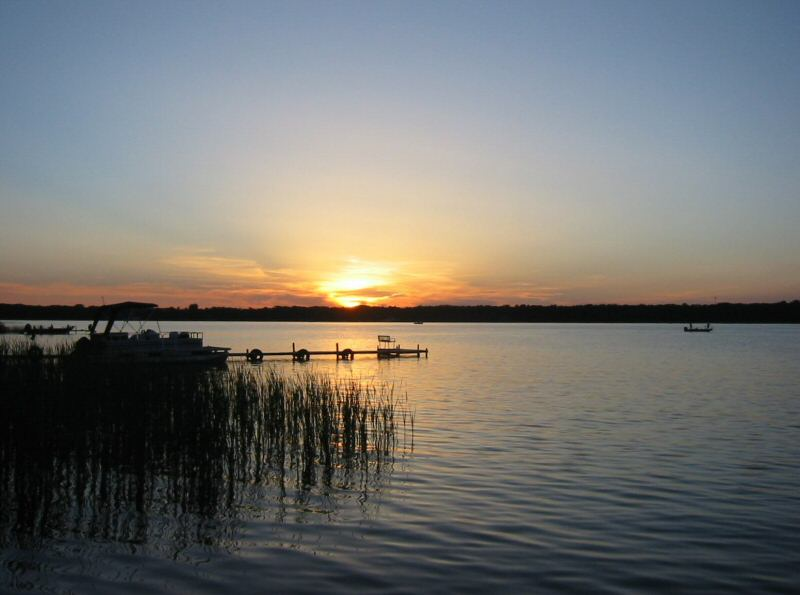
Захід сонця на озері у Північній Міннесоті

## Географія

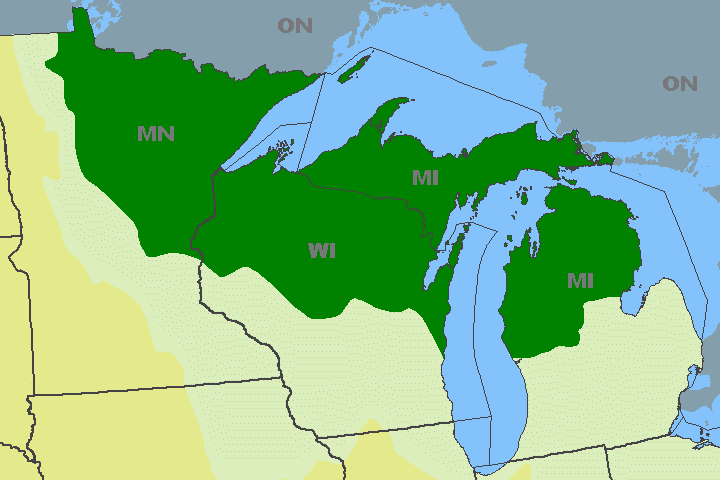
Лаврентійські мішані ліси в США

У США ліси складають широку область Північної Міннесоти, Вісконсину, Мічигану (Північного Мічигану і Верхнього півострова) і лісових масивів Нової Англії. У Міннесоті ліси покривають трохи більше 9,5 гектарів північно-східної частини штату.
У Канаді вони представлені у Онтаріо навколо Великих Озер та Річки Святого Лаврентія через провінцію Квебек до її столиці.

## Екологія
Це площа помірних широколистяних і мішаних лісів, що є перехідною зоною між Тайгою на півночі та Великими Лісами на півдні, з характерними ознаками кожного з біомів. Тут є області і широколистих, і хвойних, а також водойми − озера та хвойні болота. 
Хвойні представлені такими видами дерев: сосна, ялина, ялиця, ялівець, листяні види – осикоподібна тополя, дуб, береза паперова, горобина, клен 

## Клімат
Нормальні річні температури складають близько 1 °C вздовж північної частини Міннесоти і зростають до 4 °C у південній. Клімат змінюється від теплого і сухого на північному заході до прохолодного і дощового на північному сході.